# 대한민국 민사소송법 제39조
대한민국 민사소송법 제32조는 관할에 관한 직권조사에 대한 민사소송법 조문이다.

## 조문
제38조(이송결정의 효력) ① 소송을 이송받은 법원은 이송결정에 따라야 한다.
②소송을 이송받은 법원은 사건을 다시 다른 법원에 이송하지 못한다.